# Richard Yearwood
Richard Yearwood (Wellingborough, 22 giugno 1970) è un doppiatore, direttore del doppiaggio, attore caratterista e produttore canadese.
Richard Yearwood dà la voce a Rick della serie Dino Crisis, ed è noto anche per il doppiaggio di T-Bear in  Blood Brothers. È famoso soprattutto per aver dato la voce a Donkey Kong nella serie Donkey Kong Country.

## Filmografia

### Attore

#### Cinema
- Snow, regia di Tibor Takács - cortometraggio (1983)
- Where's Pete, regia di Jim Purdy - cortometraggio (1986)
- La legge del sangue (Blood Brothers), regia di Bruce Pittman (1993)
- A un passo dall'inferno (No Contest), regia di Paul Lynch (1995)
- Street Law, regia di Damian Lee (1995)
- Can I Get a Witness?, regia di Kris Lefcoe - cortometraggio (1996)
- Blind Faith, regia di Ernest Dickerson (1998)
- Sanctuary, regia di Tibor Takács (1998)
- Down in the Delta, regia di Maya Angelou (1998)
- Una vita per la libertà (Enslavement: The True Story of Fanny Kemble), regia di James Keach (2000)
- Blizzard - La renna di Babbo Natale (Blizzard), regia di LeVar Burton (2003)
- Detention, regia di Sidney J. Furie (2003)
- Percy Jackson e gli dei dell'Olimpo - Il mare dei mostri (Percy Jackson: Sea of Monsters), regia di Thor Freudenthal (2013)
- River of Fundament, regia di Matthew Barney (2014)

#### Televisione
- New York New York (Cagney & Lacey), regia di Ted Post – film TV (1981)
- L'amico Gipsy (The Littlest Hobo) – serie TV, episodi 2x11-4x05-6x07 (1980-1984)
- Cause innaturali (Unnatural Causes), regia di Lamont Johnson – film TV (1986)
- Chasing Rainbows, regia di William Fruet e Bruce Pittman – miniserie TV (1988)
- Starting from Scratch – serie TV, episodio 1x17 (1989)
- T. and T. – serie TV, episodio 3x03 (1990)
- Shining Time Station – serie TV, episodio 2x07 (1990)
- In attesa dell'alba (Survive the Night), regia di Bill Corcoran – film TV (1993)
- X-Rated, regia di Kit Hood – film TV (1994)
- Kung Fu: la leggenda continua (Kung Fu: The Legend Continues) – serie TV, episodio 2x18 (1994)
- Due South - Due poliziotti a Chicago (Due South) – serie TV, episodio 2x09 (1996)
- Elvis Meets Nixon, regia di Allan Arkush – film TV (1997)
- Blind Faith, regia di Ernest R. Dickerson – film TV (1998)
- Once a Thief – serie TV, episodio 1x13 (1998)
- Freak City, regia di Lynne Littman – film TV (1999)
- Oltre i limiti (The Outer Limits) – serie TV, episodio 5x03 (1999)
- Dangerous Evidence: The Lori Jackson Story, regia di Sturla Gunnarsson – film TV (1999)
- Relic Hunter – serie TV, episodio 2x05 (2000)
- Songs in Ordinary Time, regia di Rod Holcomb – film TV (2000)
- Twice in a Lifetime – serie TV, episodio 2x11 (2000)
- The City – serie TV, 5 episodi (2000)
- Bojangles, regia di Joseph Sargent – film TV (2001)
- Shotgun Love Dolls, regia di T. J. Scott – film TV (2001)
- Tracker – serie TV, episodi 1x04-1x05-1x07 (2001-2002)
- Colpo di Natale (Christmas Rush), regia di Charles Robert Carner – film TV (2002)
- Platinum – serie TV, 4 episodi (2003)
- Webs, regia di David Wu – film TV (2003)
- Mayday, regia di T. J. Scott – film TV (2005)
- XIII (XIII: The Series) – serie TV, episodio 1x08 (2011)
- InSecurity – serie TV, 23 episodi (2011)

## Videogiochi
- Dino Crisis - Rick
- Dino Crisis 2  - Rick
- Saints Row - Stilwater Residents